# EHMT2
ناقل ميثيل-N لايسين هستون الكروماتين الحقيقي [الإنجليزية] 2 واختصارا (EHMT2) ويُعرف كذلك بـG9a هو إنزيم من فئة ناقل ميثيل الهستون يُرمزّ لدى البشر بواسطة جين EHMT2. يحفز G9a إضافة مجموعة ميثيل واحدة أو اثنتين إلى الحمض الأميني لايسين رقم 9 (التعديل فوق الجيني H3K9me1 وH3K9me2) واللايسين رقم 27 (H3K27me1 وHeK27me2) في الهستون هـ3.

## الموقع
تم تحديد موقع التجمع الجيني [الإنجليزية] BAT1 حتى BAT5 بجوار جينيْ عامل نخر الورم ولمفوتوكسين ألفا [الإنجليزية]، ويوجد هذا الجين بجوار هذا التجمع الجيني وتمت موضعته (تحديد موضعه في الكروموسوم) قرب جين C2 داخل منطقة طولها 120 كيلوقاعدة تشمل جينيْ ْHsp70 [الإنجليزية]. تقع هذه الجينات جميعها داخل منطقة مهس 3 [الإنجليزية] اعتُقد سابقا أن هذا الجين عبارة عن جينين مختلفين متجاورين NG36 وG9a لكن أظهرت أبحاث حديثة أنه جين واحد فقط. توجد ثلاث نظائر وصل بديل لهذا البروتين لكن تم توصيف نظيرين فقط بشكل كامل.

## تآثرات
تبين أن EHMT2 يتآثر مع KIAA0515 وبروتن النطاق المثلي المرتبط بالنسيج البروستاتي NKX3-1 [الإنجليزية].